# La femme de chambre du Titanic
La femme de chambre du Titanic is een internationaal geproduceerde film uit 1997, geregisseerd door Bigas Luna. De film is gebaseerd op de gelijknamige roman van de Franse schrijver Didier Decoin.

## Verhaal
De Fransman Horty wint een reis naar Southampton om daar getuige te zijn van het vertrek van de Titanic. Hij ontmoet daar de mooie en jonge Marie, die de volgende dag als kamermeisje op de Titanic zal vertrekken. Omdat ze geen hotelkamer kan vinden, vraagt ze Horty of ze bij hem mag slapen. 
Nadat de Titanic is vertrokken, gaat Horty terug naar Frankrijk. Hij heeft een foto van Marie bij zich. Als hij thuiskomt, komt hij erachter dat zijn vrouw is vreemdgegaan. Wanneer Horty's vrienden de foto van Marie vinden, begint Horty te vertellen wat er is gebeurd tussen Marie en hem.

## Rolverdeling
| Acteur               | Personage          |
| -------------------- | ------------------ |
| Olivier Martinez     | Horty              |
| Romane Bohringer     | Zoe                |
| Aitana Sánchez-Gijón | Marie              |
| Didier Bezace        | Simeon             |
| Aldo Maccione        | Zeppe, Actor       |
| Jean-Marie Juan      | Pascal             |
| Arno Chevrier        | Al                 |
| Marianne Groves      | Mathilde           |
| Didier Bénureau      | Simeon's Secretary |
| Alberto Cassadie     | Giovanni           |
| Giorgio Gobbi        | Manu               |
| Yves Verhoeven       | Gaspard            |

## Ontvangst

### Recensies
Op Rotten Tomatoes geeft 81% van de 16 recensenten de film een positieve recensie, met een gemiddelde score van 6,53/10.

### Prijzen en nominaties
De film won 7 prijzen en werd voor 4 andere genomineerd. Een selectie:
| Jaar | Evenement                  | Categorie                          | Genomineerde                   | Resultaat   |
| ---- | -------------------------- | ---------------------------------- | ------------------------------ | ----------- |
| 1997 | Caïro (21ste editie)       | Gouden Piramide                    | La femme de chambre du Titanic | Gewonnen    |
| 1997 | Caïro (21ste editie)       | Beste regisseur                    | Bigas Luna                     | Gewonnen    |
| 1997 | Caïro (21ste editie)       | Speciale prijs voor beste scenario | Jean-Louis Benoît              | Gewonnen    |
| 1998 | Premios Goya (12de editie) | Beste bewerkt scenario             | Bigas Luna, Cuca Canals        | Gewonnen    |
| 1998 | Premios Goya (12de editie) | Beste camerawerk                   | Patrick Blossier               | Genomineerd |
| 1998 | Premios Goya (12de editie) | Beste productiemanager             | Roberto Manni                  | Genomineerd |
| 1998 | Premios Goya (12de editie) | Beste speciale effecten            | Roberto Ricci                  | Genomineerd |
| 1998 | Premios Goya (12de editie) | Beste kostuums                     | Franca Squarciapino            | Gewonnen    |